# Educaedu
Educaedu é uma empresa especializada na busca de formação acadêmica e emprego através de sua rede de portais, está presente em 20 países e 11 mercados. É líder em orientação acadêmica e geração de leads para alunos interessados em realizar algum programa educativo.
No âmbito da formação, as plataformas online do grupo contam com mais de 150.000 cursos de clientes, em diferentes áreas, oferecidos por mais de 1.000 instituições de ensino em diversos países do mundo. Com mais de 100 milhões de visitas anuais, as webs do grupo geram cerca de 5 milhões de leads e estima-se que as instituições que publicam seus cursos no Educaedu geram aproximadamente 800.000 matrículas por ano. Em seu portal de busca e gestão de talentos, Infoempleo estão cadastrados 6 milhões de currículos.
A empresa conta com 150 funcionários distribuídos em seus escritórios de: Bilbao, Madrid, Barcelona, Santiago do Chile, Buenos Aires, México, São Paulo e Bogotá.

## História
O grupo foi fundado em 2001 na Espanha por Fernando Bacaicoa e Mikel Castaños, para resolver uma necessidade do setor educativo devido à falta de oferta centralizada. Em 2008, Educaedu se expandiu internacionalmente, transformando-se em uma marca global.
Em 2010, o fundo de investimento americano Great Hill Partners passou a fazer parte de seu capital consolidando a posição da empresa no mundo.
Durante os últimos anos como parte de sua estratégia multimarcas, o Grupo Educaedu adquiriu novos sites na área educacional e ampliou seu modelo de negócios com a aquisição de um portal especializado na busca de emprego, Infoempleo.es

## Serviços do Grupo Educaedu

### Procura de Emprego
Os candidatos encontram empregos publicados por mais de 80.000 empresas em diferentes continentes. Eles têm acesso a relatórios e publicações sobre o mercado de trabalho e a área educacional.

### Formação Acadêmica
A Educaedu ajuda as instituições educativas a captar potenciais alunos e aproximá-los de seu público-alvo, posicionando suas marcas nos portais da Educaedu. Oferece aos usuários: conteúdo, ferramentas e serviços de livre acesso, com o objetivo de orientar os alunos na escolha da formação mais adequada de acordo com sua pesquisa.
Os potenciais alunos encontram em uma única plataforma várias alternativas de estudo, de acordo a seus interesses, orçamentos e disponibilidade de tempo e a oportunidade de entrar em contato diretamente com mais de uma instituição, obtendo informação e recebendo notícias relacionadas às suas preferências acadêmicas.
O que diferencia Educaedu dos demais portais semelhantes é seu conceito de globalização. Está disponível em 20 países e 9 idiomas.

## Âmbito Geográfico

### Educaedu está presente nos seguintes países
Argentina, Chile, México, Colômbia, Brasil, Equador, Peru, Espanha, Portugal, Reino Unido, França, Itália, Polônia, Austrália, Canadá, Alemanha, Áustria, Turquia, Estados Unidos e Rússia.

### Idiomas
Espanhol, Português, Alemão, Francês, Italiano, Polonês, Inglês, Turco e Russo.